# Senja (gemeente)
Senja (Noord-Samisch: Sáččá suohkan) is een gemeente in de Noorse provincie Troms. De gemeente werd gevormd in 2020 door de fusie van de vier gemeenten die op het eiland Senja lagen: Berg, Lenvik, Torsken en Tranøy. De nieuwe gemeente heeft ruim 15.000 inwoners (2020).
Balsfjord · Bardu · Dyrøy · Gratangen · Harstad · Ibestad · Kåfjord · Karlsøy · Kvæfjord · Kvænangen · Lavangen · Lyngen · Målselv · Nordreisa · Salangen · Senja · Skjervøy · Sørreisa · Storfjord · Tjeldsund · Tromsø

Voormalige gemeentes: Berg · Lenvik · Skånland · Torsken · Tranøy